# Schiphol (stacja kolejowa)
Schiphol – stacja kolejowa położona w międzynarodowym portcie lotniczym Amsterdam-Schiphol, w prowincji Holandia Północna, w Holandii. Stacja została otwarta w 1978.
| Schiphol                          |  |                                       |
| Linia                             |  |                                       |
|                                   |  | Rotterdam Centraal odległość: 51,7 km |
| Linia                             |  |                                       |
| Amsterdam Zuidodległość: 3 km     |  | Hoofddorp odległość: 4 km             |
| Linia                             |  |                                       |
| Amsterdam Lelylaanodległość: 4 km |  |                                       |